# آب‌انبار برون
آب‌انبار برون ، آب‌انباری است مربوط به دوره قاجار که که در روستای برون از توابع دهستان برون بخش مرکزی شهرستان فردوس واقع شده‌است. این اثر در تاریخ ۲۴ مرداد ۱۳۸۵ با شمارهٔ ثبت ۱۵۸۷۳ به‌عنوان یکی از آثار ملی ایران به ثبت رسیده است.